# Серрада
Серрада (ісп. Serrada) — муніципалітет в Іспанії, у складі автономної спільноти Кастилія-і-Леон, у провінції Вальядолід. Населення — 1184 особи (2010).
Муніципалітет розташований на відстані близько 150 км на північний захід від Мадрида, 24 км на південний захід від Вальядоліда.

## Демографія
Динаміка населення (INE ):